# Радомишльська районна рада
Ра́домишльська райо́нна ра́да — орган місцевого самоврядування Радомишльського району Житомирської області. Розміщується в місті Радомишль, котре є районним центром.

## Склад ради
Загальний склад ради: 34 депутати.
Виборчий бар'єр на чергових місцевих виборах 2015 року подолали місцеві організації дев'яти політичних партій. Найбільше депутатських місць отримала «Європейська солідарність» — 9, далі розташувались Демократична партія України — 6 мандатів, Всеукраїнське об'єднання «Батьківщина» — 5, Народна партія та Всеукраїнське об'єднання «Свобода» — по 3 місця, Партія простих людей Капліна та «Опозиційний блок» — по 2 мандати.
За інформацією офіційної сторінки ради, станом на травень 2020 року діють чотири депутатські постійні комісії — з питань бюджету і комунальної власності; з питань соціально-економічного розвитку району інвестиційної діяльності, земельних відносин, природних ресурсів, охорони природного середовища та розвитку села; з питань соціального захисту населення, охорони здоров'я, освіти, культури та роботи з молоддю; з питань законності, правопорядку, прав громадян, регламенту, депутатської етики та місцевого самоврядування.

### Голова
13 листопада 2015 року головою районної ради VII скликання було обрано представника «Європейської Солідарности» Потієнка Олександра Леонідовича, колишнього сільського голову села Лутівка, заступником обрано Міхненка Віктора Васильовича.

## Колишні голови ради
- Тетерський Володимир Романович — 2010—2015 роки